# Puerto de Tejamaníl
Puerto de Tejamaníl är en ort i Mexiko.   Den ligger i kommunen Pinal de Amoles och delstaten Querétaro Arteaga, i den centrala delen av landet, 200 km norr om huvudstaden Mexico City. Puerto de Tejamaníl ligger 2 550 meter över havet och antalet invånare är 101.
Terrängen runt Puerto de Tejamaníl är bergig söderut, men norrut är den kuperad. Runt Puerto de Tejamaníl är det ganska tätbefolkat, med 54 invånare per kvadratkilometer. Närmaste större samhälle är Pinal de Amoles, 2,9 km öster om Puerto de Tejamaníl. I omgivningarna runt Puerto de Tejamaníl växer huvudsakligen savannskog.